# Eragon (filme)
Eragon (bra/prt: Eragon) é um filme de fantasia e ficção de 2006, dirigido por Stefen Fangmeier e baseado no livro de fantasia infanto-juvenil de mesmo nome do escritor norte-americano Christopher Paolini. Estrelado por Edward Speelers no papel principal, Jeremy Irons, Sienna Guillory, Robert Carlyle, John Malkovich, entre outros, além de Rachel Weisz, que dá voz ao dragão Saphira. Com o roteiro de Peter Buchman e produzido por John Davis, Adam Goodman e Gil Netter, as filmagens de Eragon aconteceram na Eslováquia, nos Estados Unidos, na Hungria e no Reino Unido, entre agosto de 2005 e junho de 2006, nos estúdios da Davis Entertainment.
Lançado mundialmente entre 13 e 15 de dezembro de 2006, distribuído pela 20th Century Fox, o filme enfrentou duras críticas, tanto da mídia especializada como do público, especialmente os fãs da série. Sua arrecadação total em nível mundial foi de 250,4 milhões de dólares.

## Elenco
- Edward Speleers como Eragon.[1]
- Sienna Guillory como Arya.[1]
- Jeremy Irons como Brom.[1]
- Robert Carlyle como Durza.[1]
- Djimon Hounsou como Ajihad.[1]

## Críticas
O filme recebeu críticas negativas na maior parte: o Washington Post chamou a qualidade de fraca e o Hollywood Reporter disse que o mundo de Eragon foi sem muitas nuances ou profundidade.   As locações do filme incluíram a Hungria e a Eslováquia. Sua arrecadação mundial ficou em torno de 250,4 milhões de dólares.